# 1312 Vassar
1312 Vassar (1933 OT) là một tiểu hành tinh vành đai chính được phát hiện ngày 27 tháng 7 năm 1933 bởi G. Van Biesbroeck ở Williams Bay, Wisconsin, Hoa Kỳ.